# Hauteville (Ardennes)
Hauteville település Franciaországban, Ardennes megyében. Lakosainak száma 123 fő (2022. január 1.). Hauteville Chappes, Écly, Inaumont, Justine-Herbigny, Sery és Son községekkel határos.

## Népesség
A település népességének változása:
| Lakosok száma | 140  | 114  | 121  | 115  | 107  | 104  | 108  | 117  | 118  | 123  |
|               | 1968 | 1982 | 1990 | 2006 | 2013 | 2015 | 2017 | 2019 | 2020 | 2022 |